# 間食

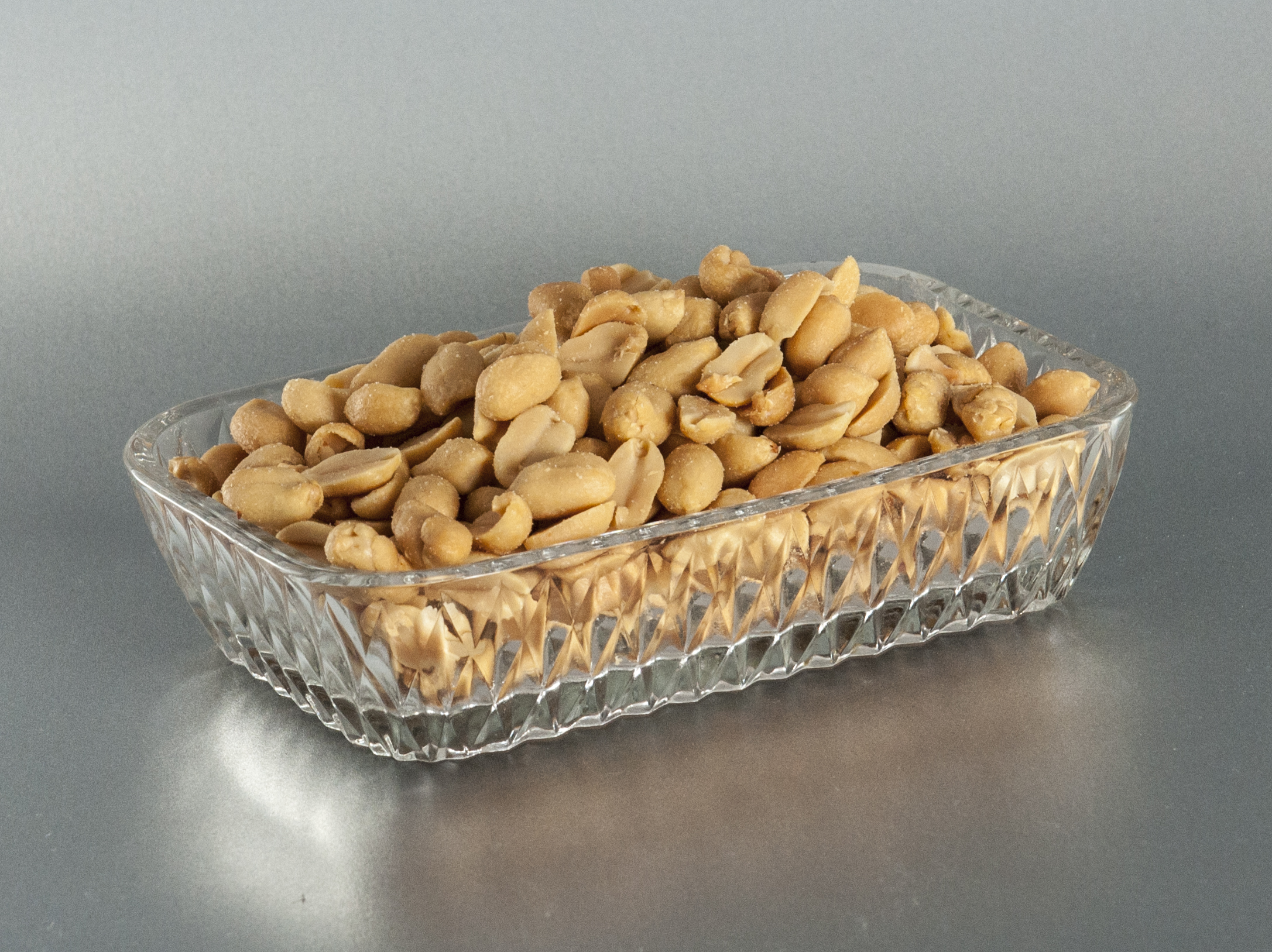
スナックとしてのピーナッツ

間食（かんしょく）とは、毎日の規則的な食事の間に摂る補助的な食事（軽食）である。

## 概説
規則的な食事の間にとる補助的な軽食である。
激しい肉体労働をしている人や激しいスポーツをしている人、成長期で四六時中動き回っている子供など、規則的な食事だけではカロリーが明らかに足らず食事と食事の間に血糖値が下がりすぎてしまい空腹間に苦しめられる人が間食を摂るのはそれなりに合理性がある。だがそうでない普通の人（あまり激しく身体を使わない人）の場合は、基本的には間食というのは、とらなくても良いものであり、仮に摂るとしても、甘さが控えめのものを少量にしておくのが無難だと医師などはアドバイスしている。間食で甘いものでカロリーを摂ってしまうと、規則的な食事のほうをまともに食べられなくなり、食事で摂るべき大切な栄養素であるたんぱく質やアミノ酸類、ビタミン・ミネラル類などが不足してしまう結果を招きがちである。したがって間食を摂る場合でも規則的な食事の摂取の邪魔にならないような少量にとどめなければ健康に悪い。（栄養学的理由、医学的理由の詳細は後述）

### 注意点
う蝕（虫歯）の誘発
日本では厚生労働省が21世紀における国民健康づくり運動（健康日本21）で、間食としての甘味食品・飲料、特に砂糖がう蝕を誘発するとし、糖類に関する正確な知識の普及と1日3回以上摂取する群の減少を目標としている。
肥満や糖尿病の原因となる
一般に間食で摂られるものは、甘くて糖分量が多くて高カロリーなものが多いので、脂肪の蓄積も招き肥満になったり、また間食が原因で血糖値のコントロールが乱れやすく、その結果糖尿病の原因になりがち（つまり、間食は食事と違ってやたらと甘いものが多いので、食べると急激に血糖値が上昇してしまう「血糖値スパイク」が起こし、結果として糖尿病になる）、またショートケーキ、ポテトチップス、チョコレートなどを食べるとLDLコレステロール（いわゆる悪玉コレステロール）を増やし動脈硬化を起こして心筋梗塞や脳梗塞を発症を引き起こすなど、生活習慣病を引き起しがちである。

### 間食をとることが勧められるケース
非常に激しい肉体労働をしている人、始終動き回っていて運動量が多い成長期の子供などが間食を摂ることは理にかなっている。また肝臓病で肝臓にグリコーゲンを蓄えられない場合には、食事の「回数」を増やして分散させつつ栄養を摂る必要が指摘され、その場合には間食という形で補助的食事も導入して食事回数を増やすことには合理性がある。
頭脳労働の場合のぶどう糖をたっぷり含む間食
非常に高度で特に集中力を必要とする頭脳労働をしている人の場合も、脳の活動に必要な（脳の神経の活動を可能にする一番大切な、ほとんど唯一の栄養源である）ぶどう糖が足りなくなる場合がある。その場合は間食として、意識的にぶどう糖を含んでいるものを選んで間食をとるのが有効である。たとえば将棋の対戦を行っているプロの棋士、受験勉強を数時間以上集中して行っている受験生、模擬試験や本試験を受けている最中の受験生、ビジネスマンで顧客のために「企画書」を作成するために必死にアイディアを練り3～4時間連続で思考をめぐらせている人、コンピュータゲームを数時間集中して行っているゲーマーなどである。こうした人々が、たとえば"自分の頭脳の電池がどうも切れそう"などと感覚的に感じられた場合、あるいはそうなる前に先手をうって、ぶどう糖がしっかり摂れる間食を適切に選んで摂るのはとても理にかなっている。たとえば実際に、プロの棋士の棋戦でも、間食のための時間が（将棋協会や主催者側の判断で）しっかり設定されている。それが合理的だから将棋協会もそう決めているのである。間食の時間を確保してぶどう糖の補充を行わないと、プロの棋士でも思考ができなくなってしまうのである。思考は神経のシナプスの電気的活動なので、そのエネルギー源となる物質が必要であり、いわゆる「根性」だけではどうにもならない。（ただし頭脳労働の場合はあくまで、ぶどう糖の補充が必要なのであって、ぶどう糖を含まない食品では効果がなく、また脂肪分（油分）ばかりが多い間食などを摂るのは全然よくない。）

## 各国の間食

### 日本
日本においては、かつて朝夕2度の食事であった時代には、夜間労働や激しい労働を行う者が、昼や深夜に必要に応じて摂った3食目の食事のことを「間食」と称していた。平安時代の『延喜式』にも、間食に関する規定が設けられている。1日3度の食事が通常となった江戸時代以後も、農村部では激しい労働に耐えるために、間食を摂ることがあった。東日本では「コビル（小昼）」、西日本では「ケンズイ（けんずい）」と呼ばれ、朝が早い夏季に朝食前の早朝仕事を行う際に仕事前に食べる食事を「チャノコ（茶の子）」、反対に夜が長い冬季に夕食後の夜なべ仕事を行う際に仕事後に食べる食事を「夜食」と称した。

### ネパール
ネパールには様々なカジャと呼ばれる間食料理がある。代表的なカジャには、モモ（ネパール式蒸し餃子）やチャターマリ（ネパール式ピザ）、バラ（豆粉のパンケーキ）などがある。

### フランス
2010年にフランス国立統計経済研究所(INSEE)が実施した調査（「Le temps de l’alimentation en France, INSEE PREMIERE, Octobre 2012」に掲載）によると、フランス人の8～9割は朝食、昼食、夕食の3回の食事をとり、25才以下の約3割が定期的に間食をとっている。